# Bernd Weikl
Bernd Weikl (ur. 29 lipca 1942 w Wiedniu) – austriacki śpiewak operowy, baryton.

## Życiorys
Jako dziecko przeprowadził się z rodziną do Niemiec. Studiował w Moguncji (1962–1965) i Hanowerze (1965–1967). W 1968 roku zwyciężył w konkursie wokalnym w Berlinie Zachodnim, w tym samym roku debiutował w Hanowerze rolą Otokara w Wolnym strzelcu. Od 1970 do 1973 roku był członkiem zespołu Deutsche Oper am Rhein w Düsseldorfie. W 1971 roku debiutował jako Melot w Tristanie i Izoldzie na festiwalu w Salzburgu, a w 1972 roku jako Wolfram w Tannhäuserze na festiwalu w Bayreuth. Od 1973 roku występował w operze w Hanowerze, a od 1974 roku w Deutsche Oper w Berlinie. W 1975 roku rolą Figara w Cyruliku sewilskim debiutował w Covent Garden Theatre w Londynie. W 1976 roku wziął udział w prapremierowym przedstawieniu opery Kabale und Liebie Gottfrieda von Einema w Wiedniu. W 1977 roku debiutował w Metropolitan Opera w Nowym Jorku, kreując rolę Wolframa w Tannhäuserze. Kreował także role Amfortasa w Parsifalu, Eugeniusza Oniegina w Eugeniuszu Onieginie, Jochanaana w Salome, Hansa Sachsa w Śpiewakach norymberskich. W 1999 roku wykonał tytułową rolę w Holendrze tułaczu podczas przedstawienia uświetniającego otwarcie Macau Cultural Centre w Makau.